# Luther Peak
Luther Peak är en bergstopp i Antarktis. Den ligger i Östantarktis. Nya Zeeland gör anspråk på området. Toppen på Luther Peak är 1 032 meter över havet, eller 23 meter över den omgivande terrängen. Bredden vid basen är 1,1 km.
Terrängen runt Luther Peak är bergig västerut, men österut är den kuperad. Havet är nära Luther Peak åt sydost. Trakten är obefolkad. Det finns inga samhällen i närheten.